# Далимамедли
Далимамедли (уст. Дальмамедли, азерб. Dəliməmmədli) — город в Геранбойском районе Азербайджана.

## Общие сведения
Расположен на Гянджа-Газахской равнине, в 26 км к северо-западу от Геранбоя, на трассе Баку — Газах, на 349-м километре железной дороги Баку — Тбилиси — Карс. 
7 февраля 1991 года посёлок городского типа Далимамедли получил статус города. 

## Население
По всесоюзной переписи населения 1989 года в посёлке Далимамедли проживало 4 480 человек. 
На 2012 год в городе проживало 5 200 чел.
На 1 января 2024 года население составляет 5 336 чел. Их них 2 705 мужчин, 2 631 женщина.

## Экономика
В городе действуют хлопкоочистительный и молочный комбинаты, завод машиностроительного оборудования, завод удобрений, гипсовый завод, пункт приема зерна, агросервис, агролизинговая служба Геранбойского района.

## Инфраструктура
В городе действуют детская музыкальная школа, профессиональное училище, библиотека, детский сад, дворец культуры, кинотеатр, больница, спортивная площадка, железнодорожный вокзал, филиал банка, микрокредитные службы, почта, отдел связи.